# Петкус, Эйнюс
Эйнюс Петкус (лит. Einius Petkus; род. 29 мая 1970, Вильнюс) — литовский гребец, выступавший за сборную Литвы по академической гребле в 1992—2004 годах. Победитель этапов Кубка мира, участник двух летних Олимпийских игр.

## Биография
Эйнюс Петкус родился 29 мая 1970 года в Вильнюсе, Литовская ССР.
Занимался академической греблей в Вильнюсской школе-интернате, позже окончил Вильнюсский государственный педагогический институт. Представлял вильнюсское спортивное общество «Динамо». В 1989 году получил звание мастера спорта СССР.
После распада СССР в 1992 году вошёл в основной состав литовской национальной сборной и благодаря череде удачных выступлений удостоился права защищать честь страны на летних Олимпийских играх в Барселоне. В программе двоек распашных вместе с партнёром по команде Юозасом Багдонасом и рулевым Вальдемарасом Мачюльскисом сумел квалифицироваться лишь в утешительный финал В и расположился в итоговом протоколе соревнований на девятой строке.
В распашных двойках с рулевым стартовал на чемпионатах мира 1993 года в Рачице и 1994 года в Индианаполисе, в обоих случаях показал на финише шестой результат.
Находясь в числе лидеров гребной команды Литвы, благополучно прошёл отбор на Олимпийские игры 1996 года в Атланте — на сей раз они с Юозасом Багдонасом выступили в двойках без рулевого и в конечном счёте закрыли здесь десятку сильнейших.
После атлантской Олимпиады Петкус остался в составе литовской национальной сборной и продолжил принимать участие в крупнейших международных регатах. Так, в 1997 году в безрульных двойках он одержал победу на этапах Кубка мира в Париже и Люцерне, финишировал шестым на этапе в Мюнхене, тогда как на чемпионате мира в Эгбелете занял девятое место.
В 1998 году в той же дисциплине был пятым на этапе Кубка мира в Мюнхене, седьмым на этапе в Хазевинкеле, девятым на мировом первенстве в Кёльне.
В 1999 году в безрульных двойках стал девятым на этапах Кубка мира в Хазевинкеле и Люцерне, в то время как на чемпионате мира в Сент-Катаринсе занял 16 место в безрульных четвёрках.
На мировом первенстве 2000 года в Загребе участвовал в программе рулевых четвёрок, но остановился уже на стадии предварительных отборочных заездов.
В 2001 году в безрульных двойках был пятым на этапах Кубка мира в Вене и Мюнхене, восьмым на чемпионате мира в Люцерне.
В 2002 году в безрульных двойках стартовал на трёх этапах Кубка мира и на мировом первенстве в Севилье, где оказался восьмым.
В 2003 году в той же дисциплине вновь выходил на старт трёх этапов Кубка мира, занял 13 место на чемпионате мира в Милане.
Последний раз показывал сколько-нибудь значимые результаты в академической гребле на международном уровне в сезоне 2004 года, когда принял участие в этапах Кубка мира в Познани и Мюнхене — занял 10 и 13 места в четвёрках и двойках без рулевого соответственно.
Завершив спортивную карьеру, с 2005 года работал тренером в Литовском олимпийском спортивном центре, состоял в Литовской федерации гребли (2005—2009).